# Estnisk mytologi
Estnisk mytologi var esternas polyteistiska förkristna religion innan de konverterade till kristendomen under 1200-talet.
Information om estländsk mytologi är fragmentariskt och indirekt bevarad i en mängd olika historiska källor, så som reseberättelser och kyrkliga arkiv. Systematisk forskning om estnisk mytologi påbörjades genom forskningen om estnisk folklore under 1800-talet. 
Estnisk religion tillhörde inte baltisk mytologi utan finsk-ugrisk mytologi.